# Sophie Avon
Pour les articles homonymes, voir Avon.
Sophie Avon, née le 28 avril 1959 à Oran en Algérie, est une écrivaine et critique de cinéma française.

## Biographie
Sophie Avon fait ses études à Bordeaux et à Paris (au cours Florent), vit une année à Amsterdam, puis entreprend la traversée de l'Atlantique à la voile qui la mène jusqu'au Brésil. Son premier roman, Le Silence de Gabrielle, paraît en 1988. Onze ouvrages suivent, publiés chez Arléa, Gallimard, Denoël et au Mercure de France.
Sophie Avon est également critique de cinéma pour le journal Sud Ouest depuis 1988. Elle intervient également au Masque et la Plume sur France Inter de 2005 à 2022 et à l'émission de télévision sur le cinéma Le Cercle depuis 2015.

## Œuvres
Romans
- 1988 : Le Silence de Gabrielle, Arléa, 120 p. (ISBN 2-86959-035-0) — réédité en 2009 dans la coll. « Arléa-Poche »  (ISBN 978-2-86959-852-2), 104 p.
- 1990 : Hors les murs, Arléa, 138 p. (ISBN 2-86959-073-3)
- 1993 : Les Hauts-fonds, Gallimard, coll. « Blanche », 151 p. (ISBN 2-07-073307-6)
- 1997 : Latifundo, Denoël, 225 p. (ISBN 978-2-207-24348-0)
- 1999 : La Lumière de Neckland, Denoël, 117 p. (ISBN 2-207-24794-5)
- 2006 : La Bibliothécaire, Arléa, 162 p. (ISBN 978-2-86959-732-7)
- 2007 : Ce que dit Lili, Arléa, 161 p. (ISBN 978-2-86959-787-7).
- 2010 : Les Belles Années, Mercure de France, 187 p. (ISBN 978-2-7152-3096-5)
- 2012 : Les Amoureux, Mercure de France, 384 p. (ISBN 978-2-7152-3304-1)
- 2016 : Le vent se lève, Mercure de France, 171 p. (ISBN 978-2-7152-4418-4)
- 2018 : La Petite Famille, Mercure de France, 167 p. (ISBN 978-2-7152-4678-2)
- 2021 : Une femme remarquable, Mercure de France, 276 p. (ISBN 978-2-7152-5742-9)

Recueil et récit
- 2008 : Aquitaine Québec, je me souviens (ouvrage collectif), Le Castor Astral / L'Instant même / Lettres du monde
- 2014 : Dire adieu, Mercure de France, 139 p. (ISBN 978-2-7152-3528-1)